# Простые сложности
«Простые сложности» (англ. It's Complicated) — кинофильм режиссёра Нэнси Мейерс. Романтическая история о женщине, матери большого семейства, разрывающейся между своим бывшим мужем и новым другом.

## Сюжет
Джейн (Мерил Стрип), мать трёх взрослых детей, имеет свой ресторан в Санта-Барбаре. Спустя 10 лет после развода у неё дружеские отношения со своим бывшим мужем, адвокатом Джейком (Алек Болдуин), у которого теперь молодая жена — Агнесса.
Джейн и Джейк едут в Нью-Йорк по случаю окончания колледжа их сыном. Ужин перерастает в нечто большее — Джейн становится «другой женщиной». Её разрывают противоречия: Джейк и Агнесса всё ещё женаты и пытаются завести ребёнка.
Ситуация усложняется, когда Адам (Стив Мартин), архитектор Джейн, начинает оказывать ей знаки внимания.
Что выбрать — продолжать общаться с Джейком или общаться с Адамом? И просто, и сложно одновременно.

## В ролях
| Актёр                | Роль        |
| -------------------- | ----------- |
| Мерил Стрип          | Джейн Адлер |
| Алек Болдуин         | Джейк Адлер |
| Стив Мартин          | Адам        |
| Джон Красински       | Харли       |
| Лэйк Белл            | Агнес Адлер |
| Мэри Кей Плейс       | Джоанна     |
| Рита Уилсон          | Триша       |
| Александра Уэнтворт  | Дайан       |
| Хантер Пэрриш        | Люк Адлер   |
| Зои Казан            | Габби Адлер |
| Кэйтлин Фицджеральд  | Лорен Адлер |
| Эмджей Энтони        | Педро Адлер |
| Джеймс Патрик Стюарт | доктор Мосс |

## Награды и номинации
| Премия                              | Категория                                | Номинант     | Результат |
| ----------------------------------- | ---------------------------------------- | ------------ | --------- |
| «Золотой глобус»                    | Лучший фильм — комедия или мюзикл        |              | Номинация |
| «Золотой глобус»                    | Лучшая женская роль — комедия или мюзикл | Мерил Стрип  | Номинация |
| «Золотой глобус»                    | Лучший сценарий                          | Нэнси Мейерс | Номинация |
| BAFTA                               | Лучшая мужская роль второго плана        | Алек Болдуин | Номинация |
| «Выбор критиков»                    | Лучшая комедия                           |              | Номинация |
| «Спутник»                           | Лучшая фильм — комедия или мюзикл        |              | Номинация |
| Национальный совет кинокритиков США | Лучший актерский состав                  |              | Победа    |

- 2010 — премия Irish Film and Television Awards лучшей международной актрисе (Мерил Стрип)

## Критика
На сайте-агрегаторе Rotten Tomatoes фильм имеет рейтинг 58 % на основании 183 рецензий.